# Jezioro Białe (powiat ełcki)
Jezioro Białe lub Jezioro Białe Rajgrodzkie – jezioro w Polsce w województwie warmińsko-mazurskim, w powiecie ełckim, w gminie Kalinowo.

## Położenie
Jezioro leży na Pojezierzu Mazurskim, w mezoregionie Pojezierza Ełckiego, w dorzeczu (Jezioro Rajgrodzkie)–Jegrznia–Ełk–Biebrza–Narew–Wisła. Znajduje się około 5 km w kierunku północnym od Rajgrodu i 18 km w kierunku wschodnim od Ełku. Jest połączone z Jeziorem Stackim od południa poprzez ciek wodny. W okolicach brzegów położone są miejscowości: Jędrzejki, Skrzypki i Romoty.
Jezioro posiada rozwiniętą linię brzegową i zróżnicowaną rzeźbę dna, które jest muliste. W południowej części znajduje się wyspa o powierzchni 0,8 ha.
Zgodnie z typologią abiotyczną zbiornik wodny został sklasyfikowany jako jezioro o wysokiej zawartości wapnia, o małym wypływie zlewni, stratyfikowane, leżące na obszarze Nizin Wschodniobałtycko-Białoruskich (5a).
Jezioro jest wykorzystywane gospodarczo przez Gospodarstwo Rybackie Rajgród. Leży na terenie obwodu rybackiego Jeziora Białe w zlewni rzeki Jegrznia – nr 2.

## Morfometria
Według danych Instytutu Rybactwa Śródlądowego powierzchnia zwierciadła wody jeziora wynosi 136,8 ha. Średnia głębokość zbiornika wodnego to 10,5 m, a maksymalna – 32,3 m. Lustro wody znajduje się na wysokości 117,5 m n.p.m. Objętość jeziora wynosi 14 413,3 tys. m³. Zgodnie z badaniem z 1993 roku przyznano akwenowi II klasę czystości. Maksymalna długość jeziora to 2372 m a szerokość 1210 m. Długość linii brzegowej wynosi 8 560 m.
Inne dane uzyskano natomiast poprzez planimetrię jeziora na mapach w skali 1:50 000 według Państwowego Układu Współrzędnych 1965, zgodnie z poziomem odniesienia Kronsztadt. Otrzymana w ten sposób powierzchnia zbiornika wodnego to 135,0 ha, a wysokość bezwzględna lustra wody – 118,6 m n.p.m.

## Przyroda
Jezioro ma typ sielawowy. Spotykany jest także leszcz, szczupak, węgorz i lin. Występują sitowia i trzciny wzdłuż brzegów i wokół wyspy. Wśród roślinności zanurzonej – ramienice, rdestnica, rogatek i wywłócznik.